# Niżnia Smreczyńska Polana
Niżnia Smreczyńska Polana – polana w Dolinie Tomanowej w polskich Tatrach Zachodnich. Położona jest na wysokości ok. 1100–1180 m na równi poniżej wylotu Jaferowego Żlebu, w niedużej odległości od Tomanowego Potoku. Dawniej należała do Hali Smreczyny, od dawna jednakże jest nieużytkowana. Już na początku XX w., gdy tereny te wykupił hrabia Władysław Zamoyski, ograniczono tutaj wypas, od 1927 r. zniesiono go zupełnie, a w 1947 r. powstał tutaj pierwszy w Tatrach ścisły rezerwat przyrody Tomanowa-Smreczyny. Po utworzeniu TPN-u przemianowany został na obszar ochrony ścisłej „Pyszna, Tomanowa, Pisana”.
Polana znajduje się poza szlakami turystycznymi i stopniowo zarasta lasem. W 1955 r. miała powierzchnię ok. 2,5 ha, ale w 2004 r. w wyniku zarośnięcia jej powierzchnia zmniejszyła się już o ok. 80%. Los polany jest już więc przesądzony.